# Nyêmo
Nyêmo (chữ Tạng: སྙེ་མོ་རྫོང་; Wylie: snye mo rdzong; tiếng Trung: 尼木县; bính âm: Nímù Xiàn, Hán Việt: Ni Mộc huyện) là một huyện của địa cấp thị Lhasa, khu tự trị Tây Tạng, Trung Quốc. Năm 2003, dân số của huyện là 30.000 người.

## Địa lý
Nyêmo nằm ở miền trung Tây Tạng. Sông Yarlung Tsangpo chảy qua khu vực phía bắc của huyện. Huyện lị là Nyêmo, nằm cách phía tây-tây nam của Lhasa 94 km. Diện tích của huyện là 3275 km². Các ngọn núi và hung lũng nhấp nhô với các đồng cỏ xanh là khung cảnh chính của huyện trên độ cao trung bình 4.000 mét. Huyện nằm trên một khu vực có khí hậu gió mùa cao nguyên bán khô hạn với bốn mùa phân biệt. Các cơn mưa tập trung trong mùa hè với lượng mưa trung bình là 324,2 mm, số giờ nắng trung bình năm là 2947,2 giờ.

## Kinh tế
Nyêmo là một huyện nông nghiệp và được biết đến với những đồng cỏ xanh cùng các sản phẩm ngũ cốc. Tài nguyên chính của huyện là đồng, molybden, than bùn, và các loài động vật hoang dã như báo, gấu, linh miêu, hươu, sếu cổ đen, gà lôi. Năm 2000, huyện có 189 cơ sở kinh doanh với 3.319 việc làm. Xa lộ Trung Quốc -Nepal (Quốc lộ 318) đi qua huyện Nyêmo và nối Lhasa với Shigatse.

### Trấn
- Tháp Vinh 塔荣镇

### Hương
| - Ma Giang (麻江乡) - Phổ Tùng (普松乡) - Khải Như (卡如乡) - Ni Mộc (尼木乡) | - Tục Mại (续迈乡) - Phách Cổ (帕古乡) - Thôn Ba (吞巴乡) |